# Ogrska
Kraljevina Ogrska (madžarsko Magyar Királyság, latinsko Regnum Hungariae ali Ungarie, nemško Königreich Ungarn) je bila monarhija v Srednji Evropi, ki je obstajala od srednjega veka do sredine 20. stoletja (1000–1946 z izjemo 1918–1920). Kneževina Ogrska se je ob kronanju njenega prvega kralja Štefana I. v Esztergomu okrog leta 1000 pretvorila v krščansko kraljevino. Štefanovi potomci (Árpádovci) so vladali 300 let. Do 12. stoletja se je kraljevina razvila v srednje močno državo zahodnega sveta.
Zaradi osmanske okupacije osrednjega in južnega dela Ogrske v 16. stoletju je bila država razdeljena na tri dele: Habsburško Kraljevo Ogrsko, Osmansko Ogrsko in pol neodvisno Kneževino Transilvanijo. Po porazu v bitki pri Mohaču leta 1526 so na ogrski prestol prišli Habsburžani in vladali do leta 1918. Habsburžani so igrali ključno vlogo v osvobodilnih vojnah proti Osmanskemu cesarstvu. 
Od leta 1867 so bila ozemlja, povezana z ogrsko krono, vključena v Avstro-Ogrsko pod imenom Dežele krone svetega Štefana. Monarhija se je končala z odstavitvijo zadnjega kralja Karla IV. leta 1918, po kateri je Ogrska postala Republika Madžarska. Kraljevina je bila nominalno obnovljeno med "Regentstvom" (1920–1946), ki se je končalo pod sovjetsko okupacijo leta 1946.
Kraljevina Ogrska je bila multietnična država od ustanovitve do Trianonske mirovne pogodbe. Obsegala je današnjo Madžarsko, Slovaško, Transilvanijo in druge dele Romunije, Karpatsko Rusijo (zdaj del Ukrajine), Vojvodino (zdaj del Srbije), Gradiščansko (zdaj del Avstrije), Međimurje (zdaj del Hrvaške), Prekmurje (zdaj del Slovenije) in nekaj vasi na Poljskem. Od leta 1102 je vključevala tudi Hrvaško, ki je bila z njo v personalni uniji, združena pod ogrskim kraljem.
Po demografskih podatkih so pred bitko pri Mohaču približno 80 odstotkov prebivalcev sestavljali Madžari. Sredi 19. stoletja je bilo od 14 milijonov prebivalcev manj kot 6 milijonov Madžarov, predvsem zaradi preseljevanja, politike in nenehnega priseljevanja iz sosednjih držav. Velike ozemeljske spremembe po prvi svetovni vojni so Madžarsko naredile etnično homogeno. Danes je več kot devet desetin prebivalstva etničnih Madžarov z madžarščino kot maternim jezikom.
Praznik prvega ogrskega kralja Štefana I. (20. avgust) je na Madžarskem državni praznik, ki se praznuje kot dan ustanovitev države.

## Imena
Latinske oblike imena Regnum Hungariae ali Ungarie (Kraljevina Ogrska), Regnum Marianum (Marijino kraljestvo) ali preprosto Ungaria so bila imena, ki so se uporabljala od začetka kraljestva do 1840. let v dokumentih, pisanih v uradnem latinskem jeziku.
Nemško ime Königreich Ungarn je bilo uradno ime kraljevine od leta  1784 do 1790 in ponovno od 1849 do 1860. let.
Madžarsko ime Magyar Királyság je bilo v rabi v 1840. letih in ponovno od 1860. let do leta 1946. Neuradno madžarsko ime kraljevine je bilo  Magyarország (Madžarska), ki je v pogovornem jeziku še vedno v rabi in je uradno ime madžarske države.
V drugih jezikih se ime Kraljevine Ogrske glasi: Królestwo Węgier (poljsko), Regatul Ungariei (romunsko), Kraljevina Ugarska (srbsko), Kraljevina Ugarska (hrvaško), Uhorské kráľovstvo (slovaško) in Regno d'Ungheria (italijansko, za mesto Reka).
V Avstro-Ogrski (1867–1918) se je za nekaj pokrajin Kraljevine Ogrske včasih uporabljalo ime Translajtanija (Transleithania). Madžarski del Avstro-Ogrske se je uradno imenoval Dežele krone svetega Štefana. Ime je bilo v rabi že pred tem.

## Izvor
Zgodovina Ogrov se začenja leta 895, ko se je sedem od desetih plemen ljudstva Onogur preselilo iz Sibirije v osrednje Podonavje, ki je bilo »na razpolago« po opustošenju s strani Avarov iz let 568 in 626. Ta plemena naj bi bila različnega porekla, verjetno turškega, avarskega in bolgarskega, in največje ali najpomembnejše med njimi naj bi bilo pleme Magyar (iz mans pripadnik sibirskega naroda Mansov, in -er človek). Pod Árpádovim vodstvom so ustanovili Kneževino Ogrsko (896–1000). Ta polnomadska ljudstva so v desetem stoletju pustošila vso Evropo, od Severnega morja do Iberskega polotoka, vzdolž vsega Apeninskega polotoka in Balkana do južne Grčije in do Bosporja. Po porazu v bitki pri Lechfeldu (955) se je njihovo prodiranje zaključilo in leta 1001 je nastala Kraljevina Ogrska s kraljem Štefanom I. Po prvi svetovni vojni je trianonski dogovor pustil Ogrski le tretjino nekdanjega ozemlja, to je današnjo Madžarsko. Čeprav so prebivalci sebe vedno imenovali »Madžare«, torej potomce Árpádovega plemena, so jih nekateri drugi jeziki šele tedaj začeli tako imenovati, medtem ko je ostalo poimenovanje »Ogri« praviloma le zgodovinsko ime. Kljub temu se v pogovornih jezikih normalno ne dela razlik med ogrskim in madžarskim in se besedi uporabljata kot sopomenki.

## Prestolnice
| Mesto                                                       | Obdobje          |
| ----------------------------------------------------------- | ---------------- |
| Székesfehérvár                                              | 1000–1543        |
| Esztergom                                                   | 1000–1256        |
| Budim                                                       | 1256–1315        |
| Temesvár (zdaj Timișoara)                                   | 1315–1323        |
| Visegrád                                                    | 1323–1408        |
| Budim                                                       | 1408–1485        |
| Dunaj (Bécs)                                                | 1485–1490        |
| Budim                                                       | 1490–1536 (1541) |
| Lippa (zdaj Lipova, Romunija) - Vzhodno Ogrsko kraljestvo   | 1541–1542        |
| Gyulafehérvár (zdaj Alba Iulia) - Vzhodno Ogrsko kraljestvo | 1542–1570        |
| Pressburg (Pozsony, Bratislava)                             | 1536–1784        |
| Budim                                                       | 1784–1849        |
| Debrecen                                                    | 1849             |
| Budim                                                       | 1849–1873        |
| Budimpešta                                                  | 1873–1944        |
| Debrecen                                                    | 1944             |
| Budimpešta                                                  | 1944–1946        |

## Srednji vek

### Visoki srednji vek
Kneževino Ogrsko je s kronanjem svetega Štefana I. v Esztergomu na božični dan leta 1000 nasledila Kraljevina Ogrska. Štefan je bil sin kneza Géze in se je pred krstom imenoval Vajk. Prvi ogrski kralji so bili iz dinastije Árpád. Štefan I. se je za krono boril s sorodnikom Koppányem in ga s pomočjo Bavarcev v bližini Veszpréma leta 998 premagal. Katoliška cerkev je dobila močno Štefanovo podporo v svojih željah, da bi s pomočjo nemških in ogrskih krščanskih vitezov utrdila svoj položaj v Srednji Evropi. Štefan I. Ogrski je bil leta 1083 kanoniziran za katoliškega svetnika in leta 2000 za pravoslavnega svetnika.
Po njegovi smrti se je začelo obdobje uporov in spopadov med kralji in plemiči za oblast v državi. Leta 1051 je vojska Svetega rimskega cesarstva poskušala osvojiti Ogrsko, vendar je bila pri gori Vértes poražena. Vojske Svetega rimskega cesarstva so bile večkrat poražene tudi kasneje. Drugi največji poraz so utrpele pri sedanji Bratislavi leta 1052. Pred letom 1052 je Petra Orseola, privrženca Svetega rimskega cesarstva, strl ogrski kralj Samuel Aba.
Obdobje uporov se je končalo med vladavino  Béle I. Madžarski kronisti so Bélo I. hvalili za uvedbo nove valute srebrni denarij in njegovo dobrohotnost do nekdanjih privržencev njegovega nečaka Solomona. 
Drugi največji ogrski kralj, tudi iz dinastije Árpád, je bil Ladislav I., ki je kraljestvo stabiliziral in okrepil. Tudi on je bil kanoniziran za svetnika. Pod njegovo vladavino so se Madžari uspešno borili proti Kumanom in leta 1091 zasedli dele Hrvaške. Zaradi krize na Hrvaškem je . s pomočjo lokalnega plemstva, ki je podprlo njegove zahteve, uspel hitro zasesti severni del Hrvaškega kraljestva (Slavonija). Svoje zahteve je utemeljeval z dejstvom, da je bila njegova sestra poročena s pokojnim hrvaškim kraljem Zvonimirjem, ki je umrl brez otrok.
Oblast nad vso Hrvaško je Ogrska dobila šele med vladanjem Bélovega naslednika Kolomana. Koloman je bil za  »kralja Hrvaške in Dalmacije« kronan v Biogradu leta 1102. Kraljevini Hrvaška in Ogrska sta bili zdaj združeni pod eno krono. Natančni pogoji združitve obeh kraljestev so v 19. stoletju postali sporni, vendar kljub temu velja, da je Koloman ustvaril nekakšno peronalno unijo med obema kraljestvoma. Odnosi med kraljestvoma so se skozi čas spreminjali. Hrvaška je vsekakor obdržala nekaj notranje avtonomije, resnična oblast pa je bila v rokah lokalnega plemstva. Sodobno hrvaško in madžarsko zgodovinopisje na odnose med Kraljevino Hrvaško  (1102–1526) in Kraljevino Ogrsko od leta 1102 gledata kot na obliko personalne unije s skupnim kraljem. István Werbőczy, eden od največjih madžarskih pravnikov 16. stoletja, v svojem delu Tripartitum  obravnava Hrvaško kot ločeno kraljestvo.
Leta 1222 je kralj Andrej II. Ogrski izdal zlato bulo, s katero je potrdil pravice plemstva, podobno kot je moral angleški kralj  Ivan Brez dežele podpisati Magno Carto.

#### Invazija Mongolov
Leta 1241 so Ogrsko napadli Mongoli. Prve manjše bitke s Subedejevimi predhodnicami so se končale z navideznimi ogrskimi zmagami, v odločilni bitki pri Mohiju pa so Mongoli popolnoma uničili združeno ogrsko-kumansko vojsko. Po umiku Mongolov leta 1242 je kralj Béla IV. ukazal zgraditi številne trdnjave za obrambo pred prihodnjo invazijo. Madžari so ga v zahvalo razglasili za "drugega ustanovitelja domovine", Ogrsko kraljestvo pa je spet postalo precejšnja sila v Evropi. Leta 1260 je Bela IV. izgubil vojno za babenberško nasledstvo. Njegovo vojsko je v bitki pri Kressenbrunnu porazila združena češka vojska, leta 1278 pa so združene ogrske in avstrijske čete v bitki pri Marchfeldu popolnoma uničile Čehe.

### Pozni srednji vek
Dinastija Árpád je s smrtjo Andreja III. leta 1301 izumrla. Po njegovi smrti so Ogrski do konca 14. stoletja vladali Anžuvinci in nato do zgodnjega 16. stoletja več nedinastističnih vladarjev, med katerimi sta bila najpomembnejša cesar Sigismund in kralj Matija Korvin.

#### Obdobje Anžuvincev
Ko je bil leta 1290 umorjen Andrejev predhodnik Ladislav IV., je bil za naslovnega kralja imenovan še Karel Martel Anžujski, sin neapeljskega kralja Karla II. in Marije Ogrske, sestre Ladislava IV. Po Ladislavovi smrti je ogrsko krono vzel Andrej III. in po smrti Karla Martela leta 1295 vladal brez neprijetnosti.
Po Andrejevi smrti leta 1301 je prestol zahteval Karlov sin Karel Robert in bil po obdobju nestabilnosti leta 1310 dokončno okronan za kralja Karla I. Izvedel je obsežne gospodarske reforme in premagal preostalo plemstvo, ki se je pod vodstvom Mátije Čaka III. upiralo kraljevi oblasti. Kraljevina Ogrska je pod Karlom I. dosegla obdobje blaginje in stabilnosti. Rudniki zlata so ji omogočili, da je kmalu dosegla pomemben delež v evropski proizvodnji zlata. Namesto denarija je bil uveden ogrski forint. Ogrsko gospodarstvo je kmalu po Karlovih reformah znova začelo uspevati in prebrodilo krizo zaradi invazije Mongolov.
Karel je prevzel kult svetega Ladislava I. in ga uporabil kot simbol hrabrosti, pravičnosti in čistosti. Prav tako je častil svojega strica, svetega Ludvika Toulouškega. Veliko pozornost je posvečal tudi kultoma princes svete Elizabete in svete Margarete.
Karel je obnovil kraljevo oblast, ki je prešla v roke fevdalcev, in fevdalce prisilil, da so mu prisegli zvestobo. V ta namen je leta 1326 ustanovil Red svetega Jurija, prvi posvetni red na svetu, in vanj vključil najpomembnejše plemiče v kraljevini.
Karel se je poročil štirikrat. Njegova četrta žena je bila Elizabeta, hčerka Vladislava I. Poljskega. Ko je Karel leta 1342 umrl, ga je nasledil Ludvik I., njegov najstarejši sin z Elizabeto. Ludviku je v prvih letih vladanja skrbno svetovala mati, zaradi česar je postala ena od najvplivnejših osebnosti v kraljestvu.
Karel je svojega drugega sina Andreja leta 1332   poročil s svojo sestrično Ivano, vnukinjo neapeljskega kralja Roberta Martela. Ko je kralj Robert leta 1343 umrl, je svoje kraljestvo izročil izključno Ivani in ne tudi Andreju. Leta 1345 je skupina neapeljskih plemičev-zarotnikov Andreja v Aversi umorila. Ludvik po njegovi smrti Neaplju napovedal vojno in v letih 1347–1348 izvedel prvi vojni pohod, leta 1350 pa še drugega. Na koncu je leta 1352 je z Ivano sklenil mir. Ludvik se je vojskoval tudi s Srbskim cesarstvom in  Zlato hordo in razširil ogrsko monarhijo na ozemlja, izgubljena v prejšnjih desetletjih.
Leta 1370 je Ludvikov stric Kazimir III. Poljski umrl brez moškega potomca. Nasledil ga je Ludvik in s tem ustanovil prvo zvezo Ogrske in Poljske. Zveza je trajala do leta 1382, ko je tudi Ludvik umrl brez moškega potomca. Njegovi hčerki Marija in Jadviga sta kasneje postali kraljici Ogrske oziroma Poljske.

#### Obdobje Sigismunda Luksemburškega
Ludvik I. Ogrski je vedno vzdrževal dobre in tesne stike s svetim rimskim cesarjem Karlom IV. Luksemburškim in na koncu za svojega naslednika na ogrskem prestolu razglasil Karlovega sina Sigismunda Luksemburškega. 
Sigismund je postal ugleden kralj, ki je uvedel veliko izboljšav v ogrski pravni sistem in obnovil palači Budim in Višegrad. Gradiva je pripeljal iz Avstrije in Češke in naročil gradnjo najbolj razkošne stavbe v vsej srednji Evropi. V njegovih zakonih so opazni sledovi zgodnjega merkantilizma. 
Zelo se je trudil, da je plemstvo obdržal pod svojim nadzorom. Velik del njegovega vladanja je bil namenjen vojskovanju z Osmanskim cesarstvom, ki je začelo širiti svoje meje in vpliv na Evropo. Leta 1396 se je z Osmani spopadel v bitki pri Nikopolju, v kateri je bila njegova ogrsko-francoska vojska pod vodstvom Sigismunda in Filipa Artoiškega krepko poražena. Sigismund je kljub temu do konca življenja še naprej uspešno zadrževal osmanske sile zunaj meja svojega kraljestva.
Zaradi svojih ukrepov je izgubil priljubljenost med ogrskim plemstvom in kmalu postal žrtev poskusa odstavitve. Ogrsko plemstvo je na ogrski prestol povabilo in okronalo Ladislava Anžujsko-Draškega, sina umorjenega kralja Karla II.  Ker slovesnost ni bila izvedena z ogrsko sveto krono in v mestu Székesfehérvár, so njegovo oblast šteli za nezakonito.
Ladislav je ostal na Ogrskem samo nekaj dni in Sigismundu ni več povzročal težav. Sigismund je leta 1408 ustanovil Zmajev viteški red, v katerega je vključil vse najpomembnejše monarhe in plemiče tedanje Evrope. Ustanovitev je bila prvi korak k izvolitvi za svetega rimskega cesarja leta 1410. Z izvolitvijo je postal vrhovni monarh tudi nad nemškimi ozemlji. Kot tak se je moral spopasti z reformističnim husitskim gibanjem, nastalim na Češkem, in predsedovati Konstanškem koncilu, na katerem so ustanovitelja gibanja, teologa Jana Husa, obsodili na smrt zaradi herezije in ga sežgali na grmadi.
Leta 1419 je po smrti svojega brata Venčeslava Luksemburškega nasledil češko krono in dobil formalno oblast v treh srednjeveških državah. Za oblast na Češkem se je moral boriti do sklenitve mirovnega sporazuma s husiti. Kronan je bil leta 1436.
Leta 1433 ga je papež Evgen IV. kronal za svetega rimskega cesarja. Vladal je do leta 1437 in oblast prepustil svoji edini hčerki Elizabeti Luksemburški in njenemu možu Albertu V. Avstrijskemu, ki je bil leta 1437 kronan za ogrskega kralja Alberta II.

#### Družina Hunyadi
Zlata doba ogrskega kraljestva je bila med vladavino Matije Korvina (1458–1490), sina Jánosa Hunyadija. Njegov vzdevek je bil Matija pravični. Matija Korvin je še izboljšal ogrsko gospodarstvo in namesto vojaških akcij, ko je le bilo mogoče, prakticiral spretno diplomacijo. Matija se je na pohode odpravljal samo, ko je bilo potrebno. Od leta 1485 do smrti je okupiral Dunaj, da bi omejil vpliv in posege Svetega rimskega cesarstva v ogrske zadeve.
Prvim osmanskim osvajanjem v Evropi se je uspešno upiral. János Hunyadi je bil vodja križarskega pohoda na Varno, v katerem so Madžari poskušali izgnati Osmane z Balkana. Pohod je bil sprva uspešen, v odločilni bitki pri Varni pa je doživel popoln polom. Poljski kralj Vladislav III. je bil med bitko obglavljen.
Leta 1456 je János Hunyadi med obleganjem Beograda popolnoma porazil Osmane. V 15. stoletju je bila ogrska črna vojska moderna najemniška vojska, v kateri so bili huzarji najbolj usposobljene čete ogrske konjenice. Ogrska vojska je leta 1479 pod poveljstvom Pála Kinizsija v bitki pri Breadfieldu uničila osmanske in vlaške čete. 
Matija Korvin je umrl brez zakonitega dediča. Nasledil ga je Vladislav II. Ogrski (1490–1516), sin poljskega kralja Kazimirja IV. Vladislava je nasledil sin Ludvik II. Jagelo
Leta 1526 so sile OSmanskega cesarstva pod vodstvom Sulejmana Veličastnega  v bitki pri Mohaču izničile ogrsko vojsko. Ludvik II. se je med poskusom bega utopil v potoku Csele. V bitki je bil ubit tudi poveljnik ogrske vojske Pál Tomori.

## Zgodnja sodobna zgodovina

### Razdeljeno kraljestvo
Po hudem porazu v bitki z Osmanskim cesarstvom pri Mohaču leta 1526 je centralna oblast v kraljevini razpadla. Večina ogrske vladajoče elite je 10. novembra 1526 za Ludvikovega naslednika izvolila Ivana Zapolja. Majhna manjšina aristokratov je stala ob strani Ferdinandu I. Habsburškemu, vojvodi Avstrije in svetemu rimskemu cesarju in Ludvikovemu svaku. Zaradi prejšnjih dogovorov, da bodo Habsburžani zasedli ogrski prestol, če bi Ludvik umrl brez dedičev, je bil decembra 1526 Ferdinand izvoljen za ogrskega kralja.
Čeprav so se meje v tem obdobju pogosto premikale, je mogoče Ogrsko razdeliti na naslednje tri dele: 
- Habsburško Kraljevo Ogrsko na severnem in zahodnem delu Ogrske, kjer je bil Ferdinand I. priznan kot kralj Ogrske. Na ta del se gleda kot na kontinuiteto Kraljevine Ogrske. Kraljeva Ogrska in Osmanska Ogrska sta močno trpeli zaradi skoraj neprestanih vojn.

- Osmanska Ogrska je obsegala večino sedanje Madžarske, vključno z jugovzhodnim Zadonavjem in Banatom, in brez severovzhodnega dela sedanje Madžarske.

- Vzhodno Ogrsko kraljestvo, v katerem je vladal Ivan Zapolja. Njegovo ozemlje je bilo pogosto pod osmanskim vplivom. Razlikovalo se je od prave Transilvanije in vključevalo različna druga ozemlja, ki so se včasih omenjala kot Partium. Kasneje je iz njegovega kraljestva nastala Kneževina Transilvanija.

Ko je Ferdinand I. poskušal z vojsko vzpostaviti svojo oblast nad čim večjim delom Ogrske, je ogrski kralj Ivan Zapolja 29. februarja 1528 dobil podporo osmanskega sultana. Dvostranski konflikt se je spremenil v tristranskega. Po letu 1529 je bila Ogrska razdeljena na dva dela: Habsburško Ogrsko in Vzhodno Ogrsko kraljestvo. V tem času na ogrskem ozemlju ni bilo Osmanov, razen v nekaj pomembnih gradovih v Sremu. Leta 1532 je Nikola Jurišić obranil Kiseg in ustavil močno osmansko vojsko. S padcem Budima leta 1541 se je začelo obdobje, ko je bila Ogrska razdeljena na tri dele in ostala taka do konca 17. stoletja.
maja 1566 je Sulejman Veličastni z eno največjih vojsk, ki jim je kdaj poveljeval v 46 letih vladanja, napadel Habsburško Ogrsko. Ko je 27. junija dosegel Beograd, je na srečanju z Ivanom Sigismundom Zapoljo izvedel, da je hrvaško-ogrski plemič in hrvaški ban Nikola IV. Zrinski napadel osmansko vojaško taborišče pri Siklósu. Sulejman I. je odpovedal napad na Eger in krenil proti trdnjavi Nikole IV. Zrinskega v Sigetu. Obleganje Sigeta je trajalo od 2. avgusta do 7. septembra in zahtevalo 25.000 žrtev. Padlo je tudi skoraj vseh 2.300 branilcev trdnjave. Sulejman je med obleganjem zaradi starosti in bolezni umrl.
V naslednjih stoletjih so velikokrat poskušali izriniti osmanske sile iz Ogrske. Eden od poskusov je bila dolga ali trinajstletna vojna (29. julij 1593 - 1604/11. november 1606), ki jo je vodila koalicija krščanskih sil. Leta 1644 je zimska akcija Nikole Zrinskega zažgala ključni Sulejmanov most v Osijeku v vzhodni Slavoniji in prekinila turško oskrbovalno linijo na Madžarskem. Avstrijci in Madžari so v bitki pri Saint Gotthardu (1664) premagali turško vojsko. Leta 1644 je Nikola Zrinski (Miklós Zrínyi) v zimski akciji zažgal ključni Sulejmanov most v Osijeku v vzhodni Slavoniji in prekinila osmansko oskrbovalno pot proti Ogrski. Avstrijci in Madžari so v bitki pri Saint Gotthardu (1664) premagali osmansko vojsko.
Po neuspelem osmanskem drugem obleganju Dunaja leta 1683 so Habsburžani prešli v ofenzivo proti Osmanskemu cesarstvu. Do konca 17. stoletja jim je uspelo prodreti v preostali del zgodovinske Ogrske in Kneževine Transilvanije. Leta 1686 je s pomočjo evropskih sil Budim spet za nekaj časa postal prestolnica Ogrske.

### Obdobje krucev
Po odhodu Osmanov so v Ogrskem kraljestvu zavladali Habsburžani. Prvi pomemben upor proti absolutistični habsburški oblasti in svobodo na Ogrskem je bila  Rákóczijeva vojna za neodvisnost (1703–1711). V vojni je skupina bogatih in zelo naprednih plemičev pod vodstvom Franca II. Rákóczija želela odpraviti nadoblast Habsburžanov, zaščititi pravice različnih družbenih razredov in zagotoviti gospodarski in socialni razvoj države. Zaradi premoči Habsburžanov, političnih razmer v Evropi in notranjih konfliktov je bil boj za svobodo postopoma zatrt. Ogrski je kljub temu uspelo postati sestavni del Habsburškega cesarstva in obdržati ustavo, četudi je bila samo formalna.
Rákóczi je bil ogrski plemič, sin legendarne junakinje Ilone Zrínyi (Jelena Zrinski). Del mladosti je preživel v avstrijskem ujetništvu. Kruci so bili Rákóczijevi uporniki, ki so zaradi svoje vrhunske lahke konjenice sprva dosegli več pomembnih zmag. Oboroženi so bili predvsem s pištolami, sabljami in fokosi. V bitki pri Saint Gotthardu (1705) so pod poveljstvom Ivana Bottyána odločilno premagali avstrijsko vojsko. Madžarski polkovnik Ádám Balogh je skoraj zajel ogrskega kralja in avstrijskega cesarja Jožefa I.
Leta 1708 so Habsburžani v bitki pri Trenčinu končno premagali glavnino ogrske vojske, kar je zmanjšalo učinkovitost vojske krucev. Medtem ko so se Madžari izčrpavali v bojih, so Avstrijci v vojni za špansko nasledstvo premagali francosko vojsko in se zatem usmerili proti ogrskim upornikom. Proti koncu 17. stoletja so osvojili tudi Transilvanijo in v njej postavili svoje guvernerje.

### Razsvetljenstvo
Leta 1711 je ogrski vladar postal avstrijski cesar Karel VI.  Kraljevina Ogrska je skozi celo  18. stoletje imela svoj parlament in ustavo, vendar je člane Vladnega sveta (Helytartótanács) imenoval habsburški monarh. Najvišja državna gospodarska institucija, Ogrska gospodarska zbornica, je bila neposredno podrejena Dvorni pisarni na Dunaju.
Med vladavino Jožefa II. se je začela na Ogrskem začela jezikovna reforma. Reformno obdobje je začel ogrski plemič István Széchenyi, ki je zgradil enega največjih mostov na Madžarskem, Széchenyijev verižni most v Budimpešti. Uradni jezik je do leta 1836 ostala latinščina, ko je bila uvedena madžarščina. Med letoma 1844 in 1849 in od leta 1867 dalje je madžarščina postala izključni uradni jezik.

### Revolucija leta 1848
Evropske revolucije leta 1848 so zašle tudi na Ogrsko. Madžarska revolucija leta 1848 je poskušala popraviti dolgo potlačeno željo po političnih spremembah in doseči neodvisnost. Mladi madžarski domoljubi so leta 1848 ustanovili Madžarsko narodno stražo. Njihove želje in zahteve je v književnosti najbolje izrazil največji pesnik revolucije Sándor Petőfi.
Ko je izbruhnila vojna z Avstrijo, so ogrski vojaški uspehi, med njimi pohod ogrskega generala Arturja Görgeyja, prisilili Avstrijce v obrambo. V eni od najbolj znanih bitk revolucije, bitki pri Pákozdu  29. septembra 1848, je ogrska revolucionarna vojska pod poveljstvom generalpolkovnika Jánosa Móga premagala čete hrvaškega bana Josipa Jelačića. V strahu pred porazom so Avstrijci na pomoč poklicali Ruse. Združene sile obeh imperijev so revolucijo zatrle. Želene politične spremembe iz leta 1848 so bile spet zatrte do avstrijsko-ogrskega kompromisa leta 1867.
Prebivalstvo leta 1910 (brez Hrvaške-Slavonije)
| Narodnost | Število    | Udeležba |
| Madžari   | 9 944 627  | 54,44 %  |
| Romuni    | 2 948 186  | 16,14 %  |
| Slovaki   | 1 946 357  | 10,65 %  |
| Nemci     | 1 903 357  | 10,42 %  |
| Rusini    | 464 270    | 2,54 %   |
| Srbi      | 461 516    | 2,52 %   |
| Hrvati    | 194 808    | 1,06 %   |
| Drugi     | 401 412    | 2,19 %   |
| Skupaj    | 18 264 533 | 100 %    |

## Avstro-Ogrska (1867-1918)
Po sklenitvi Avstro-Ogrskega kompromisa leta 1867 je Habsburška monarhija postala "dvojna monarhija"  Avstro-Ogrska. Avstro-ogrsko gospodarstvo se je v Dvojne monarhije močno spremenilo. Tehnološke spremembe so pospešile industrializacijo in urbanizacijo. Kapitalistični način proizvodnje se je v petdesetletnem obstoju razširil po celotnem cesarstvu, zastarele srednjeveške ustanove pa so izginjale. Do zgodnjega 20. stoletja je večina cesarstva doživljala hitro gospodarsko rast. BDP na prebivalca je od leta 1870 do 1913 rasel približno 1,45% letno. Raven rasti je bila v primerjavi z drugimi evropskimi državami zelo ugodna, saj je imela Britanija 1,00%, Francija 1,06% in Nemčija 1,51% rast.
Dežele Ogrske krone, v katere so bile vključene Kraljevina Ogrska s Transilvanijo in Kraljevina Hrvaška-Slavonija, ki je ohranila lastno identiteto in notranjo avtonomijo, so imele enak status kot Avstrijsko cesarstvo. Vsaka od obeh držav, ki sta sestavljali Avstro-Ogrsko, je imela precejšnjo neodvisnost in nekaj svojih ustanov, vladajoča hiša, obramba, zunanje zadeve in financiranje skupnih izdatkov pa so ostali v domeni obeh držav. Takšna ureditev je trajala do leta 1918, ko so centralne sile v prvi svetovni vojni doživele poraz.

## Povojno obdobje (1918-1920)

### Dve kratkoživi republiki
Madžarska sovjetska republika ali Madžarska socialistična sovjetska republika (madžarsko Magyarországi Tanácsköztársaság ali Magyarországi Szocialista Szövetséges Tanácsköztársaság) je bila kratkoživa neodvisna socialistična država na ozemlju Ogrske.
Trajala je samo od 21. marca do 1. avgusta 1919. Državo je vodil Béla Kun. Francija, Združeno kraljestvo in ZDA pa je niso priznale. Bila je druga socialistična država na svetu, ki je nastala po oktobrski revoluciji v Rusiji in je na oblast pripeljala boljševike. Madžarska sovjetska republika se je spopadala s Kraljevino Romunijo, Kraljevino Srbov, Hrvatov in Slovencev ter razvijajočo se Češkoslovaško. Zrušila se je 1. avgusta 1919, ko so se Madžari preko svojih predstavnikov poskušali pogajati o svoji predaji romunski vojski in begu Béle Kuna in drugih visokih funkcionarjev v Avstrijo.
Poskus ustanovitve federacije s Kraljevino Romunijo iz leta 1919 ni uspel, ker je romunski kralj zavrnil sprejem ogrske krone.

### Ponovna vzpostavitev kraljevine
Po umiku romunske okupacijske vojske leta 1920 je država zašla v državljanski konflikt, v katerem so madžarski antikomunisti in monarhisti začeli čistke komunistov, levičarjev in vseh drugih, ki bi jih lahko ogrozili. 29. februarja 1920 je bila po umiku zadnjega romunskega vojaka ustanovljena Kraljevina Madžarska. Koalicija desnih političnih sil je ponovno vzpostavila status Ogrske kot ustavne monarhije. Izbor novega kralja je bil odložen zaradi civilnih spopadov. Za regenta, ki naj bi zastopal monarhijo, je bil izbran nekdanji avstro-ogrski admiral Miklós Horthy.

### Trianonski mirovni sporazum
S Trianonskim mirovnim sporazumom, sklenjenim leta 1920, je Ogrska izgubila 72% ozemlja v korist sosednjih držav. Največ ozemlja so dobile dobila Romunija in novo nastali državi Češkoslovaška in Kraljevina Srbov, Hrvatov in Slovencev. Nekaj ozemlja so dobile tudi Avstrija, Poljska in Italija. Na ozemljih, dodeljenih sosednjem državam, so bili Madžari v manjšini, izven domovine pa je kljub temu ostalo več kot 3,4 milijona etničnih Madžarov.

## Vir
- Kontler, László. Tisočletje v Srednji Evropi : madžarska zgodovina. Ljubljana, 2005. ISBN 961-213-148-1.